# Marcel Thull
Marcel Thull (nascido em 24 de março de 1951) é um ex-ciclista luxemburguês.
Participou nos Jogos Olímpicos de 1976, realizados em Montreal, Canadá, onde competiu na prova de estrada, mas não conseguiu terminar a corrida.